# 이희맹
이희맹(李希孟, 1475년 ~ 1516년)은 조선 전기의 문신으로, 자는 백순(伯淳), 호는 익재(益齋), 본관은 고부(古阜)이다.

## 생애
김종직(金宗直)·김굉필(金宏弼)·정여창(鄭汝昌) 등에게 수학했으며, 남효온(南孝溫)·김일손(金馹孫)·조위(曹偉)·권오복(權五福)·이계맹(李繼孟) 등과 교류했다.
1492년(성종 23) 별시문과에 장원으로 급제했으며, 홍문관수찬(弘文館修撰)을 거쳤다가 이듬해 해남현감(海南縣監)으로 나갔다.
1498년(연산군 4) 무오사화 당시 김수동(金壽童)과 함께 사핵관(查劾官)이 되어 스승인 김종직 등을 신구(伸救)하려 했으나, 뜻을 이루지 못하자 낙향했다.
중종반정 이후 장령(掌令)으로 복직되었으며, 1508년(중종 3) 사간(司諫)으로서 군액(軍額)의 감소와 조례(皂隷)·나장(羅將)에 대한 대립(代立) 문제 등을 논했다.
1509년(중종 4) 동부승지(同副承旨), 1510년(중종 5) 형조참의(刑曹參議), 1512년(중종 7) 도승지(都承旨), 1513년(중종 8) 3월 대사성(大司成), 동년 4월 이조참의(吏曹參議) 등을 거쳐 1514년(중종 9) 충청도관찰사(忠淸道觀察使)로 나갔다.
1516년(중종 11) 졸했다. 향년 42세.
시호는 문안(文安)이다.